# SkyTerra-1
SkyTerra-1 ist ein kommerzieller Kommunikationssatellit des amerikanischen Unternehmens Ligado Networks (vormals LightSquared).
Der Vertrag zum Start des Satelliten wurde von Boeing im Januar 2006 bekannt gegeben. Der Satellit wurde am 14. November 2010 mit einer Proton-M-Trägerrakete der International Launch Services (ILS) vom Kosmodrom Baikonur in eine geostationäre Umlaufbahn gebracht.
Der dreiachsenstabilisierte Satellit ist mit verschiedenen L-Band und Ku-Band Transpondern ausgerüstet und sollte von der Position 101,3° West aus die Nordamerika auf Basis der Light-Squared-Netzwerktechnik mit universellen drahtlosen Telefonie-/Internetdiensten in einer 4G-Geschwindigkeit versorgen. Dazu ist er mit einer Antenne mit einem 22-m-Reflektor (damit die bisher größte auf kommerziellen Satelliten eingesetzte Antenne) im L-Band und einer 1,5-m-Ku-Band-Antenne ausgerüstet. Die Energieversorgung übernehmen Lithium-Ionen-Akkumulatoren und zwei Solarzellenausleger mit jeweils fünf mit Galliumarsenid-Solarzellen bestückten Segmenten, die eine Primärleistung von 14 kW liefern. Der Satellit wurde auf Basis des BSS-702GEM (Geomobile) Satellitenbus der Boeing Space and Intelligence Systems, El Segundo, Kalifornien gebaut und besitzt eine geplante Lebensdauer von 15 Jahren. Nachdem der Satellit wegen möglicher Störung des GPS-Systems nicht in Betrieb gehen durfte, verbot die FCC im Februar 2012 auch die Inbetriebnahme terrestrischer Sender zum alternativen Aufbau des Systems, obwohl sie diese 2011 genehmigt hatte.
Der baugleiche Satellit SkyTerra-2 sollte wenige Monate nach dem Start von SkyTerra-1 gestartet und auf der Position 107,3° West stationiert werden.